# Patativa do Assaré

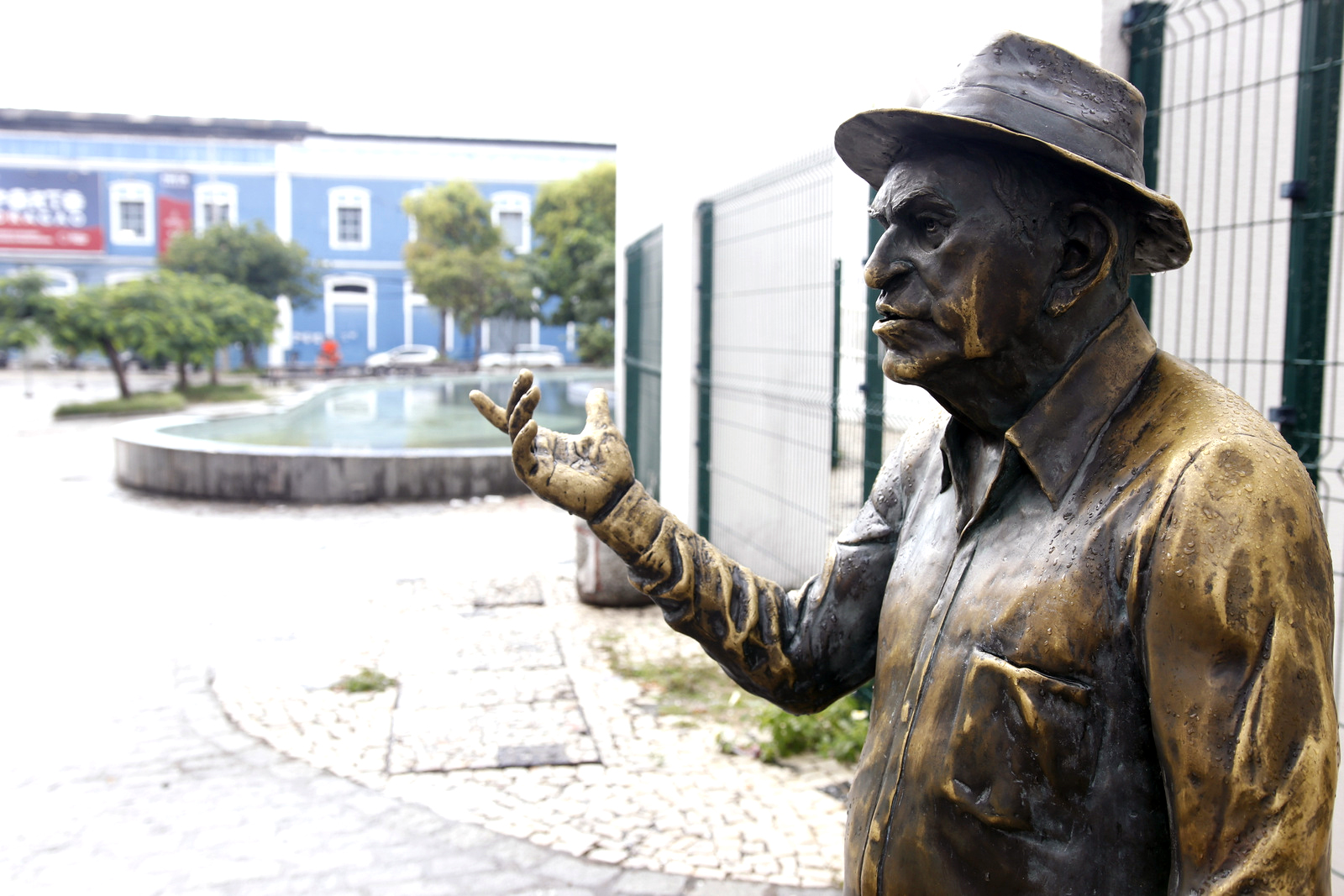
Estátua de Patativa no Centro Dragão do Mar de Arte e Cultura.

Antônio Gonçalves da Silva, mais conhecido como Patativa do Assaré (Assaré, 5 de março de 1909 — Assaré, 8 de julho de 2002), foi um poeta popular, compositor, cantor e improvisador brasileiro.

## Biografia

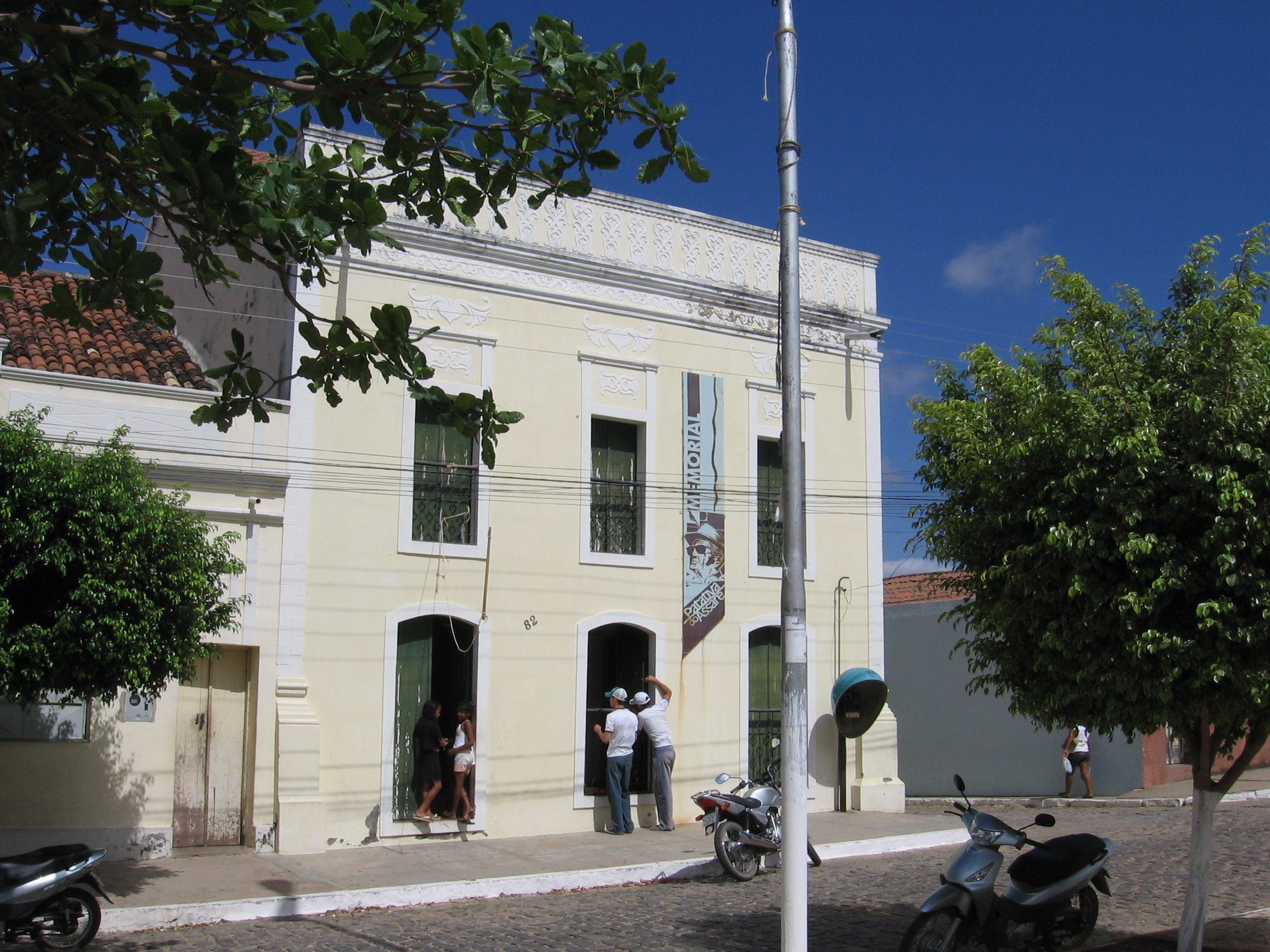
Memorial Patativa do Assaré, em sua cidade natal.

Uma das principais figuras da música nordestina do século XX. Segundo filho de uma família pobre que vivia da agricultura de subsistência, cedo ficou cego do olho direito por causa do sarampo. Com a morte de seu pai, quando tinha oito anos de idade, passou a ajudar sua família no cultivo das terras do lado do seu irmão mais velho. Aos doze anos, frequentava a escola local, na qual foi  alfabetizado, por apenas alguns meses.  A partir dessa época, começou a fazer repentes e a se apresentar em festas e ocasiões importantes. Por volta dos vinte anos recebeu o pseudônimo de Patativa, por ser sua poesia comparável à beleza do canto dessa ave.
Indo constantemente à Feira do Crato onde participava do programa da Rádio Araripe, declamando seus poemas. Numa destas ocasiões é ouvido por José Arraes de Alencar que, convencido de seu potencial, lhe dá o apoio e o incentivo para a publicação de seu primeiro livro, Inspiração Nordestina, de 1956.
Este livro teria uma segunda edição com acréscimos em 1967, passando a se chamar Cantos do Patativa. Em 1970 é lançada nova coletânea de poemas, Patativa do Assaré: novos poemas comentados, e em 1978 foi lançado Cante lá que eu canto cá. Os outros dois livros, Ispinho e Fulô e Aqui tem coisa, foram lançados respectivamente nos anos de 1988 e 1994. Foi casado com Belinha, com quem teve nove filhos. Faleceu na mesma cidade onde nasceu.
Obteve popularidade a nível nacional, possuindo diversas premiações, títulos e homenagens (tendo sido nomeado por cinco vezes Doutor Honoris Causa). No entanto, afirmava nunca ter buscado a fama, bem como nunca ter tido a intenção de fazer profissão de seus versos. Patativa nunca deixou de ser agricultor e de morar na mesma região onde se criou (Cariri) no interior do Ceará. Seu trabalho se distingue pela marcante característica da oralidade. Seus poemas eram feitos e guardados na memória, para depois serem recitados. Daí o impressionante poder de memória de Patativa, capaz de recitar qualquer um de seus poemas, mesmo após os noventa anos de idade.
A transcrição de sua obra para os meios gráficos perde boa parte da significação expressa por meios não-verbais (voz, entonação, pausas, ritmo, pigarro e a linguagem corporal através de expressões faciais, gestos) que realçam características expressas somente no ato performático (como ironia, veemência, hesitação,  etc.). A complexidade da obra de Patativa é evidente também pela sua capacidade de criar versos tanto nos moldes camonianos (inclusive sonetos na forma clássica), como poesia de rima e métrica populares (por exemplo, a décima e a sextilha nordestina). Ele próprio diferenciava seus versos feitos em linguagem culta daqueles em linguagem do dia a dia (denominada por ele de poesia "matuta").

## Obras

### Livros de poesia
- Inspiração Nordestina: Cantos do Patativa (1956);
- Cante Lá que Eu Canto Cá (1978);
- Ispinho de Fulô (2005) (1988);
- Balceiro. Patativa e Outros Poetas de Assaré (Org. com Geraldo Gonçalves de Alencar) (1991);
- Cordéis (caixa com 13 folhetos) (1993);
- Aqui Tem Coisa (2004) (1994);
- Biblioteca de Cordel: Patativa do Assaré (Org. Sylvie Debs) (2000);
- Digo e Não Peço Sda de Castro e Danielli de Bernardi) (2001);
- Balceiro 2. Patativa e Outros Poetas de Assaré (Org. Geraldo Gonçalves de Alencar) (2001);
- Ao pé da mesa (co-autoria com Geraldo Gonçalves de Alencar) (2001);
- Antologia Poética (Org. Gilmar de Carvalho) (2002);
- Cordéis e Outros Poemas (Org. Gilmar de Carvalho) (2008).

### Poemas
- O passarinho que canta poesia
- A Triste Partida
- Coisas do Rio de Janeiro;[6]
- Meu Protesto;
- Mote/Glosas;
- Peixe;
- O Poeta da Roça
- Apelo dum Agricultor
- Se Existe Inferno
- Vaca Estrela e Boi Fubá
- Você se Lembra?
- Vou Vorá
- Aos poetas clássico
- Caboclo Roceiro

| “ | Caboclo Roceiro, das plaga do Norte Que vive sem sorte, sem terra e sem lar, A tua desdita é tristonho que canto, Se escuto o teu pranto me ponho a chorar..... Tu és meu amigo, tu és meu irmão. | ” |

### LPs
- Em 1979, Patativa do Assaré se apresentou no Teatro José de Alencar sob a produção artística do amigo Raimundo Fagner. De posse de um gravador, Fagner editou o show e a CBS lançou o LP Poemas e Canções.

## Títulos, prêmios e homenagens
- 1979 - Homenageado pela programação cultural do encontro da Sociedade Brasileira para o Progresso da Ciência, SBPC, em Fortaleza;
- 1982 - Recebe o diploma de “Amigo da Cultura”, outorgado pela Secretaria da Cultura do Estado, pela “decidida atuação a favor do aprimoramento cultural do Ceará”;
- 1982 - Cidadão de Fortaleza, título aprovado pela Câmara Municipal;
- 1987 - Recebe a “Medalha da Abolição”, pelos “relevantes serviços prestados ao Estado”;
- 1989 - Cariri Ceará - Doutor Honoris Causa pela Universidade Regional de Cariri;
- 1989 - Inauguração da rodovia “Patativa do Assaré”, com 17 km, ligando Assaré a Antonina do Norte
- 1991 - Enredo da Escola Acadêmicos do Samba, de Fortaleza;
- 1995 - Fortaleza, Ceará - Prêmio do Ministério da Cultura na categoria Cultura Popular entregue pelo Presidente da República Fernando Henrique Cardoso no Teatro José de Alencar;
- 1998 - Recebe, dia 22 de maio, a “Medalha Francisco Gonçalves de Aguiar”, do Governo do Estado do Ceará, outorgada pela Secretaria de Recursos Hídricos;
- 1999 - Assaré, Ceará - Inauguração do Memorial Patativa do Assaré;
- 1999 - Título de Doutor Honoris Causa da Universidade Estadual do Ceará - UECE;
- 1999 - Título de Doutor Honoris Causa da Universidade Federal do Ceará - UFC;
- 1999 - Prêmio Unipaz, VII Congresso Holístico Brasileiro, Fortaleza, dia 20 de outubro;
- 2000 - Na festa dos 91 anos, recebe o título de Cidadão do Rio Grande do Norte;
- 2000 - Título de Doutor Honoris Causa da Universidade Tiradentes, de Sergipe;
- 2001 - Terceiro colocado na eleição do “Cearense do Século”, promovido pelo Sistema Verdes Mares de Comunicação (o vencedor foi Padre Cícero);
- 2001 - Recebe o troféu “Sereia de Ouro”, do Grupo Edson Queiroz, no Memorial Patativa do Assaré, dia 28 de setembro;
- 2002 - Prêmio FIEC, "Artista do Turismo Cearense", Fortaleza;
- 2003 - Prêmio UniPaz, V Congresso Holístico de Crianças e Jovens, Fortaleza;
- 2005 - Inauguração da "Biblioteca Pública Patativa do Assaré", Piauí;
- 2004 - Título EFESO "Cidadão Empreendedor" (Escola de Formação de Empreendedores Sociais);[7]
- 2004 - Troféu MST (Homenageado pelo Movimento dos Trabalhadores Rurais Sem-Terra);
- 2005 - Homenageado com Medalha Ambientalista Joaquim Feitosa;
- 2005 - Inauguração da Biblioteca Municipal Patativa do Assaré, Vila Nova, Piauí;
- 2005 - Título de Doutor Honoris Causa da Universidade Estadual do Rio Grande do Norte (UERN), Mossoró, Rio Grande do Norte.

## Representações na cultura
A vida do poeta foi retratada em "Concerto de Ispinho e Fulô", da Cia. do Tijolo, peça que deu a William Guedes o Prêmio Shell de Teatro em 2009 na categoria de melhor música. A mesma companhia também retratou o poeta na peça "Cante Lá que Eu Canto Cá!".
Em 2007, o cineasta Rosemberg Cariry representou a saga do poeta no documentário "Patativa do Assaré - Ave ou Poesia".

## Homenagem
Em 2009, ano do centenário de seu nascimento, Patativa foi homenageado com o projeto Patativa do Assaré Encanta em Todo Canto. Nele, um caminhão percorreu 95 municípios do Ceará com o objetivo de difundir a  poesia popular.

## Livros sobre o poeta
- Patativa do Assaré: as razões da emoção (capítulos de uma poética sertaneja). Cláudio Henrique Sales Andrade. Editora UFC. 2004.
- A linguagem regional popular na obra de Patativa do Assaré. Maria Silvana Militão de Alencar. Tese (Doutorado em Linguística) Universidade Federal do Ceará, 1997.
- Brasil bom de bola. São Paulo, ABN-AMRO Bank, 1998
- Cultura insubmissa. Rosemberg Cariry e Oswald Barroso. Fortaleza, Secult, 1982.
- Filosofando com Patativa. Jesus Rocha. Fortaleza, Stylus Comunicações, 1991.
- Letras ao sol. Antologia da Literatura Cearense. Organizada por Oswald Barroso e Alexandre Barbalho. Fortaleza, Fundação Demócrito Rocha, 1998.
- Nordestinos. Coletânea poética do Nordeste brasileiro. Organizada por Pedro Américo de Farias. Lisboa, Editorial Fragmentos, 1994.
- O matuto cearense e o caboclo do Pará. José Carvalho. Fortaleza, Imprensa Universitária, 2° edição, 1973.
- O metapoema em Patativa do Assaré: Uma introdução ao pensamento literário do poeta. Francisco de Assis Brito. Crato, Faculdade de Filosofia, 1984.
- Patativa do Assaré. Novos poemas comentados. J. de Figueiredo Filho, Fortaleza, Imprensa Universitária, 1970.
- Patativa e o universo fascinante do sertão. Plácido Cidade Nuvens. Fortaleza, Unifor, 1995.
- Um certo planeta azul. Luiza de Teodoro Vieira. Fortaleza, Seduc, 1994.
- O Patativa que eu conheci. João Alberto Holanda de Freitas. Campinas, SP, Komedi, 2010.